# The Witcher (série de jeux vidéo)
 (septembre 2019).
Si vous disposez d'ouvrages ou d'articles de référence ou si vous connaissez des sites web de qualité traitant du thème abordé ici, merci de compléter l'article en donnant les références utiles à sa vérifiabilité et en les liant à la section « Notes et références ».
Pour le jeu vidéo de 2007, voir The Witcher (jeu vidéo).
The Witcher est une série de jeux vidéo développée par CD Projekt Red, à partir des livres éponymes de Andrzej Sapkowski. Le premier jeu, intitulé The Witcher, est sorti en 2007. Sa suite, The Witcher 2: Assassins of Kings est sorti 2011, tandis que le dernier opus de la saga, The Witcher 3: Wild Hunt, est sorti en 2015. Cette trilogie, composée de jeux de type RPG, est le cœur de la saga.
CD Projekt a également développé et publié deux jeux dans le même univers : Gwent: The Witcher Card Game et Thronebreaker: The Witcher Tales.
En 2020, l'éditeur a annoncé sa volonté de poursuivre la série de RPG dans une nouvelle direction, avec un nouveau protagoniste, dans la logique de leur intention d'origine consistant à conclure le cycle de Geralt de Riv avec les trois premiers jeux et leurs contenus additionnels respectifs. Le projet a finalement été officialisé en mars 2022. Même si la trame narrative est encore inconnue, CD Projekt Red a annoncé une collaboration avec Epic Games.
Le studio annonce finalement The Witcher IV le 13 décembre 2024, lors des Game Awards à travers une bande annonce. Le personnage principal est alors annoncé comme étant Ciri.

## Trame générale
Le héros et personnage joueur, Geralt de Riv, est un sorceleur, humain ayant subi à dessein des mutations génétiques, dont le travail est d'occire des monstres en échange d'un paiement. Ostracisé par la société, il évolue en solitaire bien qu'ayant un cercle d'amis, lesquels constituent des personnages non-joueurs récurrents de la trilogie. Geralt est un combattant chevronné, maîtrisant l'art de l'épée mais également une forme élémentaire de magie composée de cinq « signes ».

## Système de jeu
En tant que RPG en monde ouvert, la saga permet une exploration libre des zones géographiques du jeu. En plus d'une quête principale servant de fil conducteur durant toute l'aventure, des quêtes secondaires sont disponibles, et permettent d'approfondir des éléments de l'histoire ainsi que des personnages et lieux.
Des systèmes d'artisanat ont également été développés au fil des jeux, qu'il s'agisse d'alchimie permettant de créer des potions, des huiles et des bombes, ou de forge, permettant de faire fabriquer des armes et des armures par les artisans compétents.

## Jeux
| 2007    | The Witcher                       |
| 2008    |                                   |
| 2009    |                                   |
| 2010    |                                   |
| 2011    | The Witcher 2: Assassins of Kings |
| 2012    |                                   |
| 2013    |                                   |
| 2014    | The Witcher Adventure Game        |
| 2015    | The Witcher 3: Wild Hunt          |
| 2016    |                                   |
| 2017    |                                   |
| 2018    | Gwent: The Witcher Card Game      |
| 2018    | Thronebreaker: The Witcher Tales  |
| 2019    |                                   |
| 2020    |                                   |
| 2021    |                                   |
| 2022    |                                   |
| 2023    |                                   |
| 2024    |                                   |
| À venir | The Witcher (remake)              |

| Jeu                               | Plateforme                                                  | Date de sortie   | DLC                          |
| --------------------------------- | ----------------------------------------------------------- | ---------------- | ---------------------------- |
| The Witcher                       | Microsoft Windows, OS X                                     | 26 octobre 2007  |                              |
| The Witcher 2: Assassins of Kings | Microsoft Windows, OS X, Linux, Xbox 360                    | 17 mai 2011      |                              |
| The Witcher Adventure Game        | Microsoft Windows, OS X, iOS, Android                       | 26 novembre 2014 |                              |
| The Witcher 3: Wild Hunt          | Microsoft Windows, PlayStation 4, Xbox One, Nintendo Switch | 19 mai 2015      | Hearts of Stone Blood & Wine |
| Gwent: The Witcher Card Game      | Microsoft Windows, PlayStation 4, Xbox One                  | 18 octobre 2018  |                              |
| Thronebreaker: The Witcher Tales  | Microsoft Windows, PlayStation 4, Xbox One                  | 23 octobre 2018  |                              |
| The Witcher IV                    | Non annoncées                                               | Non annoncée     |                              |

## Mentions
En 2023, la chaîne Viva La Dirt League, connue pour des vidéos comiques sur l'univers des jeux vidéos, lance une série « Witcher Logic » qui parodie la logique ou les limites du système de jeu. En janvier 2024, les vidéos de cette série cumulaient toutes au moins 1,3 million de vues, la plus vue allant jusqu'à 5,8 millions de vues.